# 噶尔丹
噶尔丹（1644年—1697年5月3日）又作嘎尔旦、噶勒丹，卫拉特蒙古準噶爾部琿台吉（首領），巴圖爾琿台吉第六子，僧格之弟。
少時被認為是呼圖克圖转世，在西藏出家，拜達賴與班禪為師，學習密宗（也得到拉然巴格西學位）。1670年，僧格被杀後，噶尔丹還俗，归国平亂而继位，在位期间不断对外扩张，成為中亞霸主，期间与俄罗斯交战。1686年，噶尔丹趁喀尔喀发生内乱，占据蒙古草原，并对抗清朝。1688年，其姪策妄阿拉布坦发动叛乱，噶尔丹被击败。1690年，其驻地科布多发生大旱，噶尔丹被迫东征清朝。清朝在乌兰布通、昭莫多两次击败噶尔丹，此时策妄阿拉布坦已乘机占領准噶尔故地，噶尔丹走投无路，被迫自鴆，一說病死。今被蒙古國視為蒙古民族歷史上重要的英雄。

## 生平
噶尔丹是準噶爾首领巴圖爾琿台吉第六子，僧格的異母弟。其名取自藏語“甘丹”（藏語：དགའ་ལྡན་，威利转写：dgav ldan）一詞，意為兜率天。
1648年，幼年的噶爾丹被认定为四世尹咱呼圖克圖（又称溫莎活佛，Dben Sa），的转世，1656年赴西藏拉萨大昭寺接受五世达赖喇嘛灌顶，此后去日喀则扎什伦布寺拜四世班禅为师。1662年四世班禅圓寂，他又回到大昭寺追随达赖，因生性聪颖，受到达赖器重，其间与桑结嘉措结为好友。噶爾丹在西藏期間留心軍政事務，“不甚學梵書（佛經），顧時時取短槍摩弄。”
1670年，準噶爾部内乱，準噶爾琿台吉僧格被其同父異母的兄弟卓特巴巴圖爾、車臣台吉殺害。噶爾丹为替兄复仇，從西藏返回，在其叔楚琥爾烏巴什和僧格盟友和碩特部鄂齊爾圖汗的支持下，擊敗了車臣和卓特巴巴圖爾，杀車臣，逐卓特巴巴圖爾。此時僧格之子策妄阿拉布坦年紀尚幼。1671年，噶爾丹被承認為準噶爾部的首領，繼承琿台吉的稱號。1672年，噶爾丹上疏清廷，請求照常例遣使入貢，清廷允准。自1672年以来，他一直与俄罗斯帝国保持着贸易和外交关系。政权日渐巩固后，1673年，噶爾丹反戈向幫助他繼位的叔父楚琥爾烏巴什進攻，杀其长子巴噶班第，1676年兼併楚琥爾烏巴什的屬地人口。次年，噶爾丹又攻滅了對其有恩的和碩特部，鄂齊爾圖汗被殺，其妻逃往伏爾加河流域投奔土爾扈特首領阿玉奇。
1678年，噶尔丹统一了天山以北的草原地區，厄魯特諸部都聽從他的號令。在噶爾丹請求下，五世达赖赐予他“博硕克图汗”的称号。此后，噶尔丹遣军向东谋取青海，见清军戒备，中途回师，攻取哈密和吐鲁番，向西使哈萨克诸部稱臣。1680年，受达赖喇嘛命，以兵助天山南路伊斯兰教“白山派”首领阿帕克和卓与“黑山派”争权，率军经阿克苏、乌什，征喀什噶尔、叶尔羌。1682年，在白山派回教徒的支持下灭天山以南的叶爾羌汗国，俘伊斯玛伊勒汗，将政权交阿帕克和卓代理。1681年至1684年，进征中亚哈萨克、诺盖等族，兵锋抵黑海一带。此时，他认为自己力量强大，提出要与清朝皇帝平起平坐。1685年，他攻占安集延，吉尔吉斯稱臣。期间准噶尔人还劫掠了俄罗斯在庫茲涅茨克和托木斯克的居民。
1682年，由清朝理藩院尚书阿尔尼、达赖喇嘛代表噶尔亶西勒图出面，集喀尔喀两翼台吉会盟于库伦，解决领主内部纷争。1686年，噶尔丹借喀尔喀蒙古诸部内乱之机插手其内部事务。他因土谢图汗察珲多尔济曾助鄂齐尔图，乃借口察珲多尔济弟哲布尊丹巴呼图克图一世会盟时与噶尔亶西勒图抗礼坐，1687年，与扎萨克图汗部等结盟，出兵攻打土谢图汗部。1688年，扎萨克图汗沙喇兵败，土谢图汗杀沙喇和噶尔丹之弟多尔吉扎布。噶尔丹遂在俄国支持下发兵蒙古高原。引兵三万纵掠土谢图汗部，分兵扰克鲁伦及额尔德尼昭，至8月30日，噶尔丹已占领喀尔喀全境，土谢图汗察珲多尔济和哲布尊丹巴率喀尔喀全族南下寻求清朝保护。但此时南疆回教徒叛乱，噶尔丹不得已回军。不待噶尔丹回军，留守本土的僧格之子策妄阿拉布坦已经平定了叛乱，但是他的才干引起了噶尔丹的猜忌，1689年夏，噶尔丹甚至暗杀了其弟索诺布阿拉布坦，迫使策妄阿拉布坦率领部众逃至博尔塔拉河，噶尔丹亲率追兵，仍被击败。
1689年，清朝和俄罗斯签订《尼布楚条约》，俄罗斯放弃对噶尔丹的公开支持。1690年，噶尔丹驻地科布多发生大旱，噶尔丹被迫率军东征，此时，策妄阿拉布坦乘虚而入，占据了准噶尔本土。后路被断的噶尔丹只得一鼓作气，与清朝争夺水草丰满的漠南地区。领精骑侵入乌尔会河东，败阿尔尼军。6月21日，噶尔丹击败清军，兵锋直指距京师仅有700里的乌兰布通（今内蒙古克什克腾旗），并拒绝清朝的求和，向其使者表示：“圣上君南方，我长北方”。康熙帝初拟御駕親征噶尔丹，但因患疟疾而返回北京。9月4日，在乌兰布通之战中，清军击败噶尔丹。噶尔丹仅率数百人夜渡西拉木伦河，逃回科布多。
1691年，噶尔丹所在的科布多受到策妄阿拉布坦的突然袭击，粮食和物资为之一空，幸受到在拉萨掌权的第巴桑结嘉措的支持，方才得以与策妄阿拉布坦议和。1692年，噶尔丹遣使联络科尔沁蒙古首领沙津反清，沙津按照清朝旨意假意应允。后数年耕牧于乌兰古木、札布堪河流域。遣使至伊尔库茨克等地，请俄国提供火药、铅弹和大炮。1695年，经过数年的休养，噶尔丹在第巴桑结嘉措的支持下，再次进军喀尔喀。遣兵掠西卜退哈滩巴图尔、纳木札尔陀音牧地。1696年五月，康熙帝亲自率军与其决战于昭莫多，获决定性胜利。妻子阿努可敦亦战死。他逃到塔米尔。因穷困无依，流徙于白格尔等地。1697年，康熙帝前往宁夏，组织对噶尔丹的包围，費揚古擒獲噶爾丹之子塞卜騰巴爾珠爾。

## 敗亡
康熙三十六年閏三月十三日（1697年5月3日），走投無路的噶爾丹死於科布多布彥圖河畔的阿察阿穆塔臺地方。死因有兩種說法：一是清代官方記錄並得到普遍認可的“仰藥死”（服毒自盡）；二是來自康熙朝滿文奏折中記載的病死。其部屬丹濟拉、諾顏格隆等人將噶爾丹屍骸火化。隨後，丹濟拉攜噶爾丹之女鍾齊海及噶爾丹的骨灰，打算逃奔清朝。但策妄阿拉布坦派來的追兵將鍾齊海和噶爾丹骨灰劫走。康熙三十七年（1698年），策妄阿拉布坦將噶爾丹骨灰獻出；康熙四十年，又送回鍾齊海。議政王大臣奏議：“（噶爾丹骸骨）……應照吳三桂粉骨揚灰例，擣為細末，拋散通衢。”康熙皇帝命令侍讀學士喇錫帶噶爾丹骸骨“置京城外，懸掛示眾。”

## 家庭
- 妻，阿努可敦
- 子，塞卜騰巴爾珠爾
- 女，鍾齊海

### 引用
1. ↑  趙爾巽. . 中華民國 （中文）. 準噶爾臺吉噶爾丹游牧阿爾臺，號博碩克圖汗，覬為厄魯特長。
2. ↑  《秦邊紀略》卷六嘎爾旦傳
3. 1 2  Златкин И. Я（兹拉特金）.  1983. 莫斯科. 1964 （俄语）.